# Gložane (gmina Svilajnac)
Gložane (cyr. Гложане) – wieś w Serbii, w okręgu pomorawskim, w gminie Svilajnac. W 2011 roku liczyła 936 mieszkańców.